# Cupressus dupreziana
Cupressus dupreziana is een soort uit de cipresfamilie. De soort is erg zeldzaam en komt alleen voor in het Tassili n'Ajjergebergte, gelegen in de Sahara in Zuidoost-Algerije. De soort staat op de Rode Lijst van de IUCN geklasseerd als 'bedreigd'.
... · 
C. dupreziana · 
C. macrocarpa (Montereycipres) · 
C. nootkatensis (Nootkacipres) · 
C. sempervirens (Italiaanse cipres) · 
Cupressocyparis ×leylandii (Leylandcipres) · 
...